# یاسوتادا اونو
یاسوتادا اونو (انگلیسی: Yasutada Ōno؛ زادهٔ ۳۱ مهٔ ۱۹۵۹) سیاستمدار اهل ژاپن و عضو مجلس مشاوران بود. او از دانشکده حقوق دانشگاه کیو فارغ‌التحصیل شد و برای شبکه ایر نیپون کار کرد. او در سال‌های ۲۰۱۳ و ۲۰۱۹ انتخاب شد. در ۱۹ ژانویه ۲۰۲۴، وی به ظن نقض قانون کنترل وجوه سیاسی متهم شد و حزب لیبرال دموکرات را ترک کرد.